# Venezuelataggstjärt
Venezuelataggstjärt (Cranioleuca subcristata) är en fågel i familjen ugnfåglar inom ordningen tättingar.

## Utseende och läte
Venezuelataggstjärten är en distinkt liten tvåfärgad fågel, med mestadels ljust olivbrun kropp, roströda vingar och en lång och taggig roströd stjärt. På huvudet syn en kort tofs. Hjässan har smala svarta längsgående streck och näbben är skäraktig och böjd. Fågeln är mycket ljudlig, med sången en accelerande serie med korta och ljusa toner.

## Utbredning och systematik
Venezuelataggstjärt delas in i två underarter:
- Cranioleuca subcristata fuscivertex - förekommer i Sierra de Perijá (på gränsen mellan Colombia och Venezuela)
- Cranioleuca subcristata subcristata - förekommer i östra Anderna i Colombia och berg i norra Venezuela

## Levnadssätt
Venezuelataggstjärten är en vanlig fågel i fuktiga skogar, uppväxt ungskog och skogsbryn. Den påträffas huvudsakligen i förberg och lägre bergstrakter. Fågeln är mycket trädlevande och födosöker aktivt genom att klättra uppför stammar och grenar, men undersöker också bladverket och bromelior.

## Status och hot
Arten har ett stort utbredningsområde, men tros minska i antal, dock inte tillräckligt kraftigt för att den ska betraktas som hotad. Internationella naturvårdsunionen IUCN listar arten som livskraftig (LC).